# Fintan McCarthy
Fintan McCarthy (født 23. november 1996) er en irsk roer .
Han repræsenterede Irland under sommer-OL 2020 i Tokyo, hvor han vandt guld i letvægtsdobbeltsuller sammen med Paul O'Donovan.